# Yap Abdou
Yap Abdou est un magistrat camerounais, né le 15 novembre 1956 à Foumban. Il est le président de la Chambre des Comptes de la Cour suprême du Cameroun depuis le 10 août 2020.

## Biographie

### Enfance, éducation et débuts
Yap Abdou est né le 15 novembre 1956 à Foumban, dans le département du Noun, région de l'Ouest.

### Carrière
À sa sortie de l'École nationale d'administration et de magistrature en 1985, il commence sa carrière comme substitut du procureur de la république près des tribunaux de la Lekié. Ensuite, il assure tour à tour les fonctions de président des tribunaux de première et grande instance du Dja-et-Lobo à Sangmélima, du procureur du tribunal de première instance de Mfou, du président du Tribunal de première instance de Yaoundé.
En 2012, il est nommé président du tribunal criminel spécial et en 2017 premier avocat général au parquet général près la Cour suprême. Le 10 août 2020, il est nommé président de la Chambre des Comptes de la Cour suprême.